# Шарипов, Холмат
Холмат Шарипов (1912 год — дата смерти неизвестна) — звеньевой колхоза имени Сталина Ленинабадского района Ленинабадской области, Таджикская ССР. В 1949 году получил звание Героя Социалистического Труда, которого был лишён в 1954 году.
В 1948 году звено под руководством Холмата Шарипова собрало в среднем с каждого гектара по 64,2 центнера египетского хлопка на участке площадью 9 гектаров. Указом Президиума Верховного Совета СССР от 3 мая 1949 года удостоен звания Героя Социалистического Труда «за получение высоких урожаев кукурузы и табака в 1948 году» с вручением ордена Ленина и золотой медали «Серп и Молот».
Постановлением Президиума Верховного Совета СССР от 30 января 1954 года Указ о награждении званием Героя Социалистического Труда в отношении Холмата Шарипова был отменён.